# Enrico III Rosso
Enrico Rosso Chiaramonte conte di Sclafani (... – 1421) è stato un nobile, politico e militare italiano del XV secolo.

## Biografia
Nacque presumibilmente nella seconda metà del XIV secolo, da Enrico, II conte di Aidone, e dalla di lui consorte la nobildonna Luchina Chiaramonte Moncada dei Conti di Modica, di cui era il primo di tre figli. Il padre, morto nel 1376, e ribelle al re Federico IV di Sicilia, ebbe confiscati tutti i suoi beni. Fedele agli Aragonesi, ebbe restituiti i beni confiscati al padre, ad eccezione della Contea di Aidone, e nel 1388 ebbe la carica di cancelliere del Regno di Sicilia.
Nel 1408, acquistò per 1.400 onze la terra e il castello di Sclafani, da Giacomo di Prades, signore di Caccamo, su cui ottenne investitura del titolo di conte con privilegio dato dal re Martino I di Sicilia. Nel medesimo anno, ebbe pure concessione della Contea di Collesano, confiscata per fellonia ad Antonio Ventimiglia di Lauria, al quale poi verrà restituita nel 1414, dopo aver ottenuto il perdono reale.
Nel 1416, fu ambasciatore del re Alfonso V d'Aragona in occasione del Concilio di Costanza. Nel 1421, sposò la nobildonna Beatrice d'Arezzo, figlia di Giacomo, barone di Comiso, e seguì il Sovrano aragonese nella sua spedizione per la conquista del Regno di Napoli. Tornato in Sicilia, morì poco dopo, e senza lasciare eredi legittimi.
Aveva avuto un figlio naturale, Raimondo, che aveva legittimato ed istituito come erede in caso di morte senza eredi, ma essendogli premorto, prima di spirare designò per testamento quale suo successore nei titoli e nei feudi, il nipote Antonio Spadafora Rosso, figlio della sorella Beatrice, avuto dal marito Tommaso, barone di Capizzi, in cui gli venne imposto di assumere il cognome e l'arma dei Rosso.